# Самосуди
Самосу́ди (рос. Самосуды) — присілок у складі Верхошижемського району Кіровської області, Росія. Входить до складу Середньоівкінського сільського поселення.
Населення становить 4 особи (2010, 12 у 2002).
Національний склад станом на 2002 рік — росіяни 75 %.